# Kanton Saint-Dié-des-Vosges-2
Kanton Saint-Dié-des-Vosges-2 is  een kanton van het Franse departement Vosges. Het kanton werd, bij toepassing van het decreet van 27 februari 2014
, op 22 maart 2015 gevormd uit de gemeenten van de op die dag opgeheven kantons Provenchères-sur-Fave en Saint-Dié-des-Vosges-Est en 4 gemeenten van het eveneens op die dag opgeheven kanton Fraize. Op 1 januari 2016 fuseerden Colroy-la-Grande en Provenchères-sur-Fave tot de commune nouvelle Provenchères-et-Colroy waardoor het kanton nu nog 25 gemeenten omvat en een deel van de stad Saint-Dié-des-Vosges

## Gemeenten
Het kanton Saint-Dié-des-Vosges-2 omvat de volgende gemeenten:
- Ban-de-Laveline
- Bertrimoutier
- Le Beulay
- Coinches
- Combrimont
- La Croix-aux-Mines
- Entre-deux-Eaux
- Frapelle
- Gemaingoutte
- La Grande-Fosse
- Lesseux
- Lubine
- Lusse
- Mandray
- Nayemont-les-Fosses
- Neuvillers-sur-Fave
- Pair-et-Grandrupt
- La Petite-Fosse
- Provenchères-et-Colroy
- Raves
- Remomeix
- Saint-Dié-des-Vosges (deels, hoofdplaats)
- Saint-Léonard
- Sainte-Marguerite
- Saulcy-sur-Meurthe
- Wisembach